# Colletes solidaginis
Colletes solidaginis är en solitär biart som beskrevs av Swenk 1906. Den ingår i släktet sidenbin och familjen korttungebin. Inga underarter finns listade i Catalogue of Life.

## Beskrivning
Ett tämligen litet bi; honan är mellan 8 och 9 mm lång, hanen omkring 7 mm. Mellankroppen har tät, halvlång, varmgul päls. Vingarna är genomskinliga men lätt violettfärgade, med brunaktiga ribbor. Bakkroppen är svart, men tergiterna, segmenten på ovansidan, har ljust brungula hårband längs bakkanterna.

## Ekologi
Arten, som flyger mellan juli och september, är specialiserad på växter från gullrissläktet, särskilt Solidago missouriensis.

## Utbredning
Utbredningsområdet omfattar främst den östra delen av USA, från Minnesota, Illinois, Michigan och Massachusetts i norr till North Carolina och Georgia i söder. Fynd har dock gjorts så långt västerut som Nebraska (1949) och North Dakota.